# Teratologi
Teratologi (av grekiska τέρας, teras, "odjur", "missfoster", och λόγος, logos, "ord", "förklaring") avser läran om missbildningar.
Missbildningar är förändringar i kroppens normala struktur som uppstår under den embryonala utvecklingen och som överskrider gränserna för variationer inom arten. Dessa förändringar kan röra ett eller flera organ, eller hela kroppen, och kan vara mer eller mindre uttalade. Mindre förändringar kallas anomalier, medan mer omfattande missgestaltningar av kroppen benämns missfoster. 
Alla missbildningar har gemensamma egenskaper, nämligen att de uppstår under fosterutvecklingen och är en följd av en störning i det normala förloppet. Denna störning är inte slumpmässig, utan följer sina egna bestämda lagar. För att förstå orsakerna till missbildningar är det viktigt att ha en grundläggande kunskap om den normalt förlöpande utvecklingen under graviditeten. 
Det finns två olika orsaker till att det kan inträffa en rubbning i den fetala utvecklingen som kan leda till en missbildning. Antingen är det genetiska materialet i den befruktade cellen av felaktig beskaffenhet, eller så är det genetiska materialet fullt normalt. Om det genetiska materialet är felaktigt kan detta bero på genetiska defekter som orsakar en abnorm utveckling. Dessa genetiska defekter kan finnas antingen hos äggcellen, spermien eller båda, vilket resulterar i en primär felaktig beskaffenhet. Genom att undersöka orsakerna till en eventuell rubbning i den fetala utvecklingen kan man förstå och i förlängningen eventuellt förebygga missbildningar.
Det genetiska materialet i en individ kan vara normalt vid befruktningen, men det finns olika faktorer som kan påverka den normala utvecklingen av individen. Dessa faktorer kan inkludera skadliga ämnen eller påverkan från omgivningen, som kan inverka på den vidare utvecklingen av individen och leda till rubbningar i det normala förloppet. Dessa rubbningar kan resultera i utvecklingen av missbildningar hos individen. Det är viktigt att beakta dessa faktorer och försöka minimera deras påverkan på individens utveckling för att förebygga missbildningar.